# Ingleside on the Bay
Ingleside on the Bay é uma cidade localizada no estado norte-americano do Texas, no Condado de San Patricio.

## Demografia
Segundo o censo norte-americano de 2000, a sua população era de 659 habitantes.
Em 2006, foi estimada uma população de 689, um aumento de 30 (4.6%).

## Geografia
De acordo com o United States Census Bureau tem uma área de
0,8 km², dos quais 0,8 km² cobertos por terra e 0,0 km² cobertos por água.

## Localidades na vizinhança
O diagrama seguinte representa as localidades num raio de 12 km ao redor de Ingleside on the Bay.